# Bố Nhan
Bố Nhan (tiếng Mãn: ᠪᡠᠶᠠᠨ, phiên âm: Buyan, tiếng Trung: 布颜; bính âm: Bùyán), Ô Lạp Na Lạp thị, là hậu duệ của Hỗ Luân Quốc chủ Nạp Tề Bố Lộc.

## Cuộc đời
Bố Nhan xuất thân từ Na Lạp thị, là cháu trai của Cáp Đạt Bối lặc là Vương Trung. Sau khi sáp nhập các bộ lạc lân cận, ông cho lập thành ven sông Ô Lạp và đặt hiệu là "Ô Lạp". Bố Nhan có hai người con trai là Bố Can và Bác Khắc Đa, sau khi Bố Nhan chết, Bố Can kế vị làm Bối lặc.